# Tlacotepec de Mejía
Tlacotepec de Mejía är en kommun i Mexiko.   Den ligger i delstaten Veracruz, i den sydöstra delen av landet, 250 km öster om huvudstaden Mexico City.
Följande samhällen finns i Tlacotepec de Mejía:
- Actopan